# TransRomantic Films
TransRomantic Films est un studio de films pornographiques spécialisé dans la thématique trans(sexuelle), fondé sous forme de société par l'actrice et réalisatrice pornographique Nica Noelle.

## Prix
| Année | Cérémonie                 | Catégorie                             | Réalisation                      | Résultat |
| ----- | ------------------------- | ------------------------------------- | -------------------------------- | -------- |
| 2013  | AVN                       | Best New Line                         | NC                               | Lauréat  |
| 2013  | Feminist Porn Awards      | Steamiest Romantic Movie              | Forbidden Lovers                 | Lauréat  |
| 2013  | Tranny Awards             | Best DVD                              | Forbidden Lovers                 | Lauréat  |
| 2013  | Transgender Film Festival | Best Long Clip                        | Forbidden Lovers                 | Lauréat  |
| 2013  | Transgender Film Festival | Best Trans Performance in a Long Clip | Amy Daly - Forbidden Lovers      | Lauréat  |
| 2013  | Transgender Film Festival | Best Male Performance in a Long Clip  | Christian XXX - Forbidden Lovers | Lauréat  |